# Michael Seyl

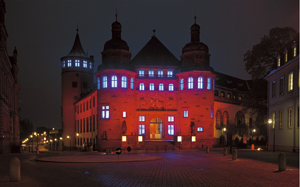
Michael Seyl: Rot Blau, Historisches Museum der Pfalz, Speyer 1998

Michael Seyl  (* 8. Juli 1963 in Bedesbach) ist ein deutscher Künstler.

## Leben
Michael Seyl ist in Rutsweiler am Glan aufgewachsen. Nach seinem Abitur am Gymnasium in Kusel begann er ein Studium der Kunsterziehung und Germanistik an der Universität des Saarlandes in Saarbrücken. Seine künstlerischen Lehrer waren dort Sigurd Rompza und Karl-Otto Jung. Nach einer Unterbrechung durch den Zivildienst setzte er sein Studium 1988 in Münster an der Universität und an der Kunstakademie fort, wobei er sich zusätzlich für das Fach Freie Kunst einschrieb. An der Kunstakademie studierte er bei dem Totalkünstler Timm Ulrichs. Von 1989 bis 1994 war Michael Seyl wissenschaftlicher Mitarbeiter am Lehrstuhl von Rudolf Schützeichel am Institut für Deutsche Sprache und Literatur des Mittelalters der Westfälischen Wilhelms-Universität Münster. Von 1994 bis 2008 war er Gründungsvorsitzender des Kunstvereins Kunstkreis Kusel. Im Jahre 1999 erhielt er für seine künstlerische Arbeit den Förderpreis der Ludwig-Roos-Stiftung der Stadt Ludwigshafen am Rhein. Von 1994 bis 2017 arbeitete er als Kunsterzieher am Gymnasium Kusel. Seit 2017 unterrichtet er am Reichswald-Gymnasium Ramstein-Miesenbach. Von 1998 bis 2011 wohnte Michael Seyl in Altenglan. Seitdem lebt er in Kaiserslautern.

## Werk
Die künstlerische Entwicklung von Michael Seyl vollzieht sich in zwei Phasen: Während seiner Studienzeit in Saarbrücken entstanden vor allem realistische Zeichnungen sowie Aquarell- und Acrylbilder im expressiven Stil, bevor er an der Kunstakademie Münster einen radikalen Bruch vollzog und ungegenständlich arbeitete. Seine Themen sind fortan Licht und Farbe. 1989 entstanden erste Werke im Bereich der Lichtkunst. Immer wieder bezieht er sich auf Johann Wolfgang von Goethe, mit dessen Farbenlehre er sich in seiner Abschlussarbeit Die Immaterialität von Farbe in grenzüberschreitender Malerei an der Kunstakademie auseinandersetzte. Zunächst entstanden Objekte und Installationen mit Strahlern, Leuchtstoffröhren, Projektoren und Farbfolien, bevor er begann, Werke für den Außenraum zu schaffen. Seither sind zahlreiche Lichtinstallationen auf Burgen, in Kirchen, in Museen und im öffentlichen Raum entstanden. Überregional bekannt wurde er 1998 mit seiner Burgenröte auf zwölf Pfälzer Burgen. Seyl hat Lichtinstallationen für das Historische Museum der Pfalz in Speyer (1998), das Landesmuseum Mainz (2000) und das Saarlandmuseum in Saarbrücken (2012) entworfen. Mehrfach war der Künstler im Weltkulturerbe Völklinger Hütte mit Illuminationen präsent. Einen großen Erfolg konnte Seyl im Jahre 2002 verbuchen, als zwei Lichtinstallationen von ihm bei der Ausstellung Licht (e) wege zu sehen waren, die im Rahmenprogramm der Stadt Kassel zur Dokumenta 11 im Bergpark des Schlosses Wilhelmshöhe gezeigt wurde. Anlässlich der Fußball-Weltmeisterschaft 2006 schuf er eine Lichtskulptur für das Rathaus in Kaiserslautern.

## Ausstellungen
- Einzelausstellungen (Auswahl)
  - 1989: Malerei, Kunst am Taubengarten Grünstadt
  - 1998: Rot Blau, Historisches Museum der Pfalz Speyer
  - 2004: Michael Seyl sieht Rot, Stadt- und Heimatmuseum Kusel

- Ausstellungsbeteiligungen (Auswahl)
  - 1995: Das Aquarell – Landeskunstausstellung, Galerie Mennonitenkirche Neuwied
  - 2002: Licht(e)wege, Bergpark Wilhelmshöhe Kassel
  - 2022: 100 Jahre APK, Museum Pfalzgalerie Kaiserslautern

- Lichtinstallationen im öffentlichen Raum (Auswahl)
  - 1998: Burgenröte, Lichtinstallation auf 12 Pfälzer Burgen
  - 2012: Gelb Rot Blau, Saarlandmuseum am Schlossplatz, Saarbrücken
  - 2018: Sternlicht Rot Blau, Rathaus Kaiserslautern

- Lichtinstallationen im Kirchenraum (Auswahl)
  - 1995: ego sum lux mundi, Protestantische Stadtkirche Kusel
  - 2003: Blau Rot, Kloster Himmerod
  - 2016: Himmelskrone, Protestantische Kirche Edigheim